# Путорана
Путора́на — сильно расчленённый горный массив (плато), расположенный на северо-западе Среднесибирского плоскогорья.
На севере и западе плато обрывается крутым уступом (800 и более метров), в то время как южная и восточная части характеризуются пологими склонами. Максимальная высота — 1701 метр, среди высочайших вершин — горы Камень (1701 метр), Холокит (1542 метра), Котуйская (1510 метров). На севере граничит с Таймыром. Площадь плато — 250 тыс. км².
На территории плато находится Путоранский заповедник, признанный ЮНЕСКО памятником Всемирного наследия.
Административно расположено на северо-западе Красноярского края, занимая территорию Таймырского Долгано-Ненецкого и Эвенкийского муниципальных районов. Ближайший крупный населённый пункт — город Норильск.

## Этимология
Большинство версий происхождения связаны с эвенкийским языком: пэтороми (дымящееся) или куторама (болотистое). Есть версия о юкагирском происхождении названия.

## Рельеф
Плато образовалось после извержения супервулкана 252 млн лет назад, вызвавшего великое пермское вымирание. Застывшая лава сформировала базальтовые породы, которые часто именуют сибирскими траппами. Это второе в мире по величине трапповое плато после плато Декан в Индии.
Плато имеет высоту 1—1,5 км располагается у основания Таймыра, за полярным кругом, на северо-западе Среднесибирского плоскогорья, представляя собой водораздел низовий Енисея и Хатанги.

## Климат
Плато Путорана непосредственно примыкает к Северному полярному кругу и находится в зоне сурового, резко континентального климата, однако в отдельных озёрных долинах (напр. озеро Лама) имеется свой, значительно более мягкий микроклимат, защищённый от северных ветров. Полярный день летом постепенно сменяется на полярную ночь зимой. Весна, лето и осень укладываются в три месяца: июнь, июль, август, остальное время — зима с температурой до −40 °C. В самый тёплый месяц (июль) температура воздуха достигает +16 °C. Положительная среднемесячная температура наблюдается только летом на дне долин. Осадков выпадает 500—800 мм, преимущественно летом, зимой снежный покров невелик.

## Рельеф, гидрология, достопримечательности
Путорана изрезано рядом больших ущелий и долин, дно которых часто затоплено озёрами: Хантайское, Кета, Лама, Дюпкун, Виви, Пясино, Собачье, Аян и Глубокое.
На плато находятся верховья рек Курейка (бассейн Енисея), Пясина, Хета, Котуй, Иркинда, а также правых притоков Нижней Тунгуски (бассейн Енисея). Реки, пробивая себе дорогу через многослойные породы, образуют глубокие каньоны, пороги и водопады. По количеству водопадов Путорана занимает первое место в России.
Здесь же находится и самый высокий водопад России (а по некоторым утверждениям, и Евразии) — Тальниковый, высотой около 600 метров.
Находящееся на плато Путорана озеро Виви утверждено в качестве географического центра России.
На официальном сайте ФГБУ «ГПЗ» Путоранский называются главные природные достопримечательности Путоранского заповедника: «уникальные ландшафты столовых гор (плато) высотой 1000—1500 м н.у.м., каньонообразные котловины гигантских тектонических озёр, множество водопадов, в том числе и самый высокий в России (~600 м)».

## Полезные ископаемые
Территория плато сложена базальтами, нередки железосодержащие руды (магнетиты, гематит), силикаты (прениты, цеолиты), апатиты, перовскиты (CaTiO3), факолиты, а также крупные медно-никелевые месторождения, с одним из богатейших в мире процентным содержанием добываемых металлов.
Из природных ресурсов на плато расположены запасы воды и залежи каменного угля.

## Растительность
Территория плато находится в зоне субарктического пояса, на границе тайги и тундры. Здесь происходят быстрая смена и чередование самых разнообразных ландшафтов: суровые горные тундры расположены рядом с лиственничным редколесьем, а заросли кустарников — с еловыми лесами. На вершинах гор находится зона арктических каменистых пустынь с небольшими участками ледников. Растительность представлена лиственнично-еловыми лесами в долинной части плато (до высоты 300—350 м на северо-западе и до 500 м на юге), редколесьем и кустарниковой тундрой на верхних участках склонов и поверхности плато (начиная с высоты 500—700 м). Наиболее возвышенные, водораздельные части плоскогорья преимущественно занимает каменистая и лишайниковая тундра.

## Животный мир
В чистой речной воде много рыбы, в том числе здесь обитают: муксун, чир, таймень, сибирский хариус, арктический голец, сиг-пыжьян, омуль. Из земноводных встречается сибирский углозуб.
Встречаются редкие и исчезающие виды птиц — белоклювая гагара, чёрный журавль, краснозобая казарка, кречет, орлан-белохвост.
Через территорию плато пролегает миграционный путь крупнейшей в Евразии таймырской популяции дикого северного оленя. Здесь же находится северный предел ареала рыси, соболя, каменного глухаря, летяги. Лось, бурый медведь, росомаха, волк, северная пищуха — типичные представители этих мест. На плато также обитает малоизученная популяция снежного барана, которая, будучи оторванной от других мест обитания этого вида, изолированно развивалась около 10 000 лет.
Основную часть плато занимает Путоранский заповедник, созданный в 1988 году для сохранения нетронутых природных комплексов. В 2009 году территория Путоранского заповедника была расширена до 4 млн га за счёт равнинного участка полуострова Таймыр — заказника Пуринский.

## История
Коренным населением Путорана считаются эвенки и долганы. Следами их пребывания являются статуи из ствола лиственницы, однако поселения этих народов в этом регионе отсутствуют.
Плато Путорана впервые исследовано и научно описано российским исследователем А. Ф. Миддендорфом (1815—1894) в 1844 году. В память о нём в 1902 году предлагалось назвать горы хребтом Миддендорфа.
Название «Путорана» впервые нанёс на карту Н. Н. Урванцев, услышав его от проводника Эльбея в экспедиции 1921 года.
В 1938 году на озеро Лама для лесозаготовок привезли первых заключённых, но директор комбината Авраамий Завенягин быстро разглядел в озере рекреационный потенциал и приказал организовать на Ламе зону отдыха для работников Норильского комбината. Уже летом 1939 года параллельно строящемуся дому отдыха был разбит палаточный пионерский лагерь. В 1944 году здесь появился первый деревянный санаторий на 40 семей, спроектированный архитектором Фёдором Усовым. К строительству санатория привлекли «неблагонадёжных» прибалтийских офицеров, которые прибыли в августе 1941 году на катерах «Сокол» и «Норилец». 14 из 41 умерли от болезней и морозов зимой 1941—1942 гг и были захоронены здесь же. В 1990 году на месте их погребения появился монумент. В 1952 году санаторий был закрыт, однако в 1958 году он был переоборудован в турбазу.
29 сентября 1975 на Плато Путорана был произведён подземный ядерный взрыв (глубина 800 метров) для создания подземных ёмкостей-газохранилищ. Спустя 2 года в километре от первого был произведён новый ядерный взрыв. На месте бурового посёлка впоследствии образовалась техногенная помойка, однако радиационный фон превышен не был.
В 2017 году участники экспедиции «На Восток» пересекли плато Путорана на вездеходах «Шерп».

## Туризм
Плато Путорана обладает туристической привлекательностью. Маршруты начинаются от ближайшего населённого пункта Норильск (аэропорт), откуда через пристань Валёк (в 12 км от Норильска) на моторных лодках или на вертолётах путешественники добираются до озера Лама (165 км от Норильска), где могут созерцать многочисленные водопады, музей нганасанской культуры и кладбище Норильлага
В восточной части озера Лама у Шайтан-горы расположена трёхэтажная база отдыха Бунисяк.

## Галерея
- Озеро Дюпкун
- Река Нижняя Тунгуска
- Озеро Лама
- Озеро Лама
- Озеро Лама
- Водопад на плато Путорана
- Плато Путорана в районе озера Лама. Вид сверху
- Река Курейка
- «Заполярная черепаха»